# Kopparguldstekel
Kopparguldstekel (Hedychridium cupreum) är en stekelart som först beskrevs av Anders Gustav Dahlbom 1845.  Arten ingår i släktet sandguldsteklar (Hedychridium), och familjen guldsteklar. Arten är reproducerande i Sverige.